# Maska przeciwgazowa wz.32
Maska przeciwgazowa wz.32 – maska przeciwgazowa używana w Wojsku Polskim w okresie II Rzeczypospolitej. 

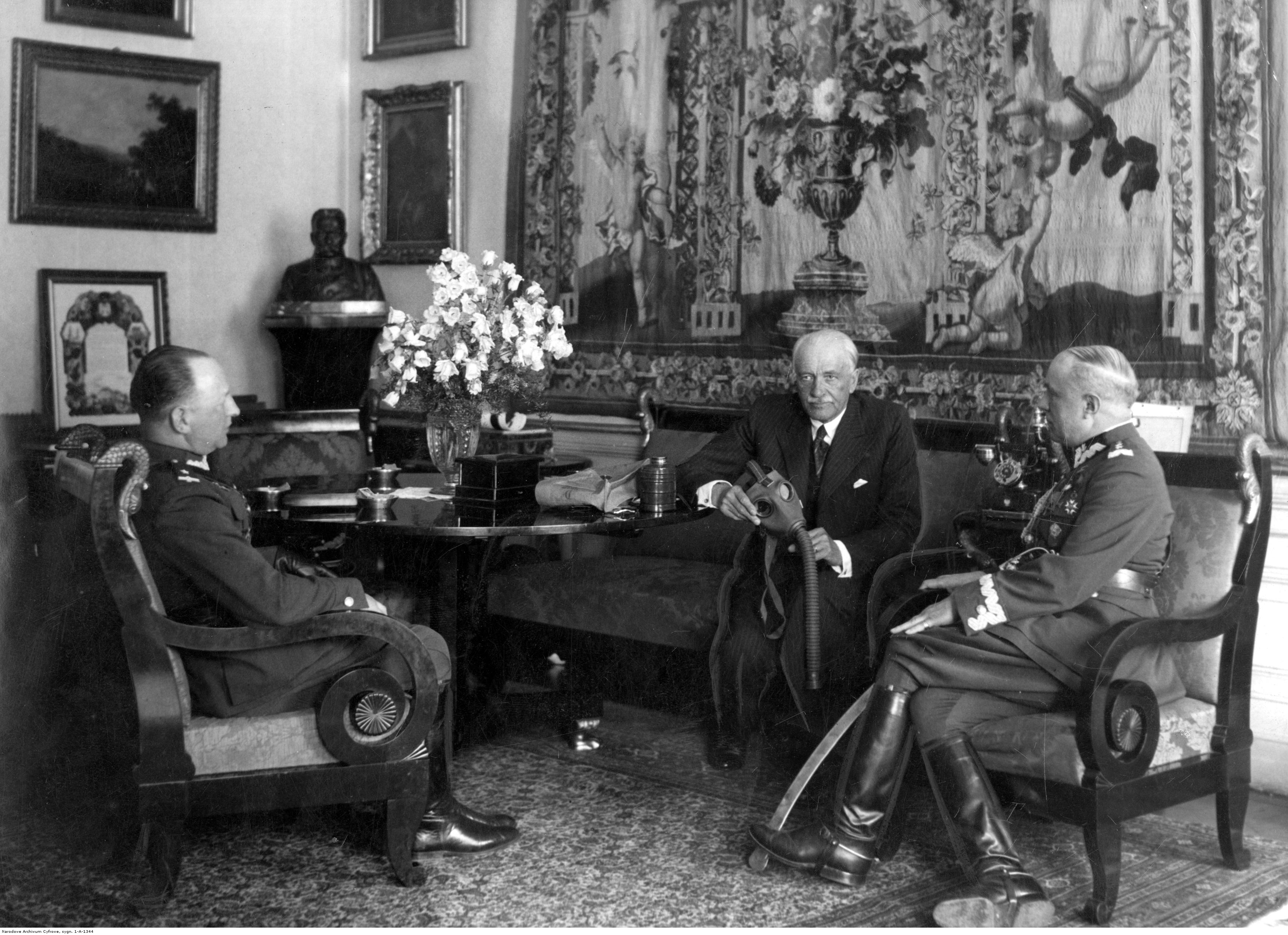
Wręczenie prezydentowi RP Ignacemu Mościckiemu maski przeciwgazowej przez delegację ZG LOPP 9 maja 1934

## Opis
W latach 20. XX w. na wyposażeniu Wojska Polskiego znajdowało się kilka rodzajów masek przeciwgazowych. Utrudniało to szkolenie, zaopatrywanie i eksploatację. Dążąc do zmiany tej sytuacji, w 1923 uruchomiono na licencji francuskiej produkcję masek w Polsce. Prace badawczo-rozwojowe prowadzone przez Wojskowy Instytut Przeciwgazowy spowodowały, że na początku lat 30. w Wojskowej Wytwórni Sprzętu Przeciwgazowego w Radomiu uruchomiono produkcję maski przeciwgazowej wz. 32.
Maska wz. 32 miała dobre parametry ochronne i eksploatacyjne. Masa skompletowanej maski była równa 1,8 kg, z czego 0,64 kg przypadało na sam pochłaniacz. Czas pracy pochłaniacza wynosił około 24 godzin, natomiast opór właściwy 15–16 mm słupa wody – przy przepływie 30 dm³ powietrza w ciągu 1 minuty. Miała jednak również wady. Były nimi zły wykrój maski właściwej – co utrudniało odpowiednie dopasowanie do kształtu głowy – oraz niezbyt udana konstrukcja pochłaniacza. Komora z węglem aktywowanym zawieszona była na sprężynach i nie gwarantowała należytej ścisłości masy węgla. Również filtr mechaniczny łatwo ulegał uszkodzeniu.
W dniu wybuchu II wojny światowej Wojsko polskie dysponowało około 800 tysiącami masek przeciwgazowych wz. 32. W tym czasie w użyciu były już też nowocześniejsze maski przeciwgazowe wz. 38.

## Budowa
Część twarzowa (maska właściwa)
Produkowana w trzech rozmiarach część twarzowa wykonana była z gumy. Na wysokości oczu osadzano szklane szybki okularowe, na które można było nakładać szkła optyczne. W dolnej części maski właściwej znajdowało się gniazdo gwintowane do wkręcenia wkrętki rury wdechowej lub gwintu pochłaniacza, a także obsada zaworu wydechowego i metalowa jego osłona. Także w dolnej części maski umocowane było gniazdo zaworu wdechowego z gumowym zaworem wdechowym, a na gnieździe zaworu wdechowego był osadzony gumowy kominek umieszczony we wgłębieniu między ścianą maski a ścianką maseczki pomocniczej. Wylot kominka umieszczono między szybkami okularowymi. W maskach  przeznaczonych dla kadry dowódczej przewidziano możliwość zamontowania gwizdka. Do brzegów maski  przyszyta była ramka uszczelniająca. Częścią składową maski właściwej było też nagłowie taśmowe.
Rura wdechowa 
Produkowana z gumy miała postać karbowanego węża. Na jego końcach zamontowane były łączniki do połączenie maski właściwej i pochłaniacza. Występowały w rozmiarach o długości 73 lub 43 cm.
Pochłaniacz 
Miał kształt owalnej metalowej puszki. W jego górnej części znajdowała się pokrywa z gwintem do połączenia z rurą wdechową, w dolnej zaś pokrywa z otworem wydechowym. W środku puszki, w górnej jej części, umieszczono materiały chłonne zatrzymujące gazy bojowe, a w dolnej znajdował się filtr mechaniczny zatrzymujący aerozole środków trujących.
Torba 
Produkowano dwa rodzaje toreb. Torba wykonana była z mocnego, nieprzemakalnego brezentu, a w jej wnętrzu, w przegrodach, umieszczano pochłaniacz i maskę właściwą z rurą wdechową.